# 梯弄蝶亞科
梯弄蝶亞科（学名：Trapezitinae）是弄蝶科裡的一個亞科。包含了10個屬和有大約60個物種。只分佈於澳洲及新畿內亞。

## 分類
- 鋸弄蝶屬 （Anisynta） Lower, 1911
- 安提弄蝶屬 （Antipodia） Atkins, 1984
- 草弄蝶屬 （Croitana） Waterhouse, 1932
- 星月弄蝶屬 （Dispar） Waterhouse & Lyell, 1914
- 甫弄蝶屬 （Felicena） Waterhouse, 1932
- 白脈弄蝶屬 （Herimosa） Atkins, 1994
- 帆弄蝶屬 （Hesperilla） Hewitson, 1868
- 匈弄蝶屬 （Hewitsoniella） Shepard, 1931
- 圓弄蝶屬 （Mesodina） Meyrick, 1901
- 貓弄蝶屬 （Motasingha） Watson, 1893
- 新弄蝶屬 （Neohesperilla） Waterhouse & Lyell, 1914
- 金塊弄蝶屬 （Oreisplanus） Waterhouse & Lyell, 1914
- 琶弄蝶屬 （Pasma） Waterhouse, 1932
- 珀弄蝶屬 （Proeidosa） Atkins, 1973
- 逐弄蝶屬 （Rachelia） Hemming, 1964
- 盾弄蝶屬 （Signeta） Waterhouse & Lyell, 1914
- 陶弄蝶屬 （Toxidia） Mabille, 1891
- 梯弄蝶屬 （Trapezites） Hübner, 1819